# Masaki Ogawa
Masaki Ogawa (Shizuoka, 3 april 1975) is een voormalig Japans voetballer.

## Carrière
Masaki Ogawa speelde tussen 1994 en 2006 voor Kashima Antlers, Kyoto Purple Sanga, Cerezo Osaka, Shonan Bellmare, Mito HollyHock, Thespa Kusatsu en Zweigen Kanazawa.